# Markuskirche (Jerusalem)

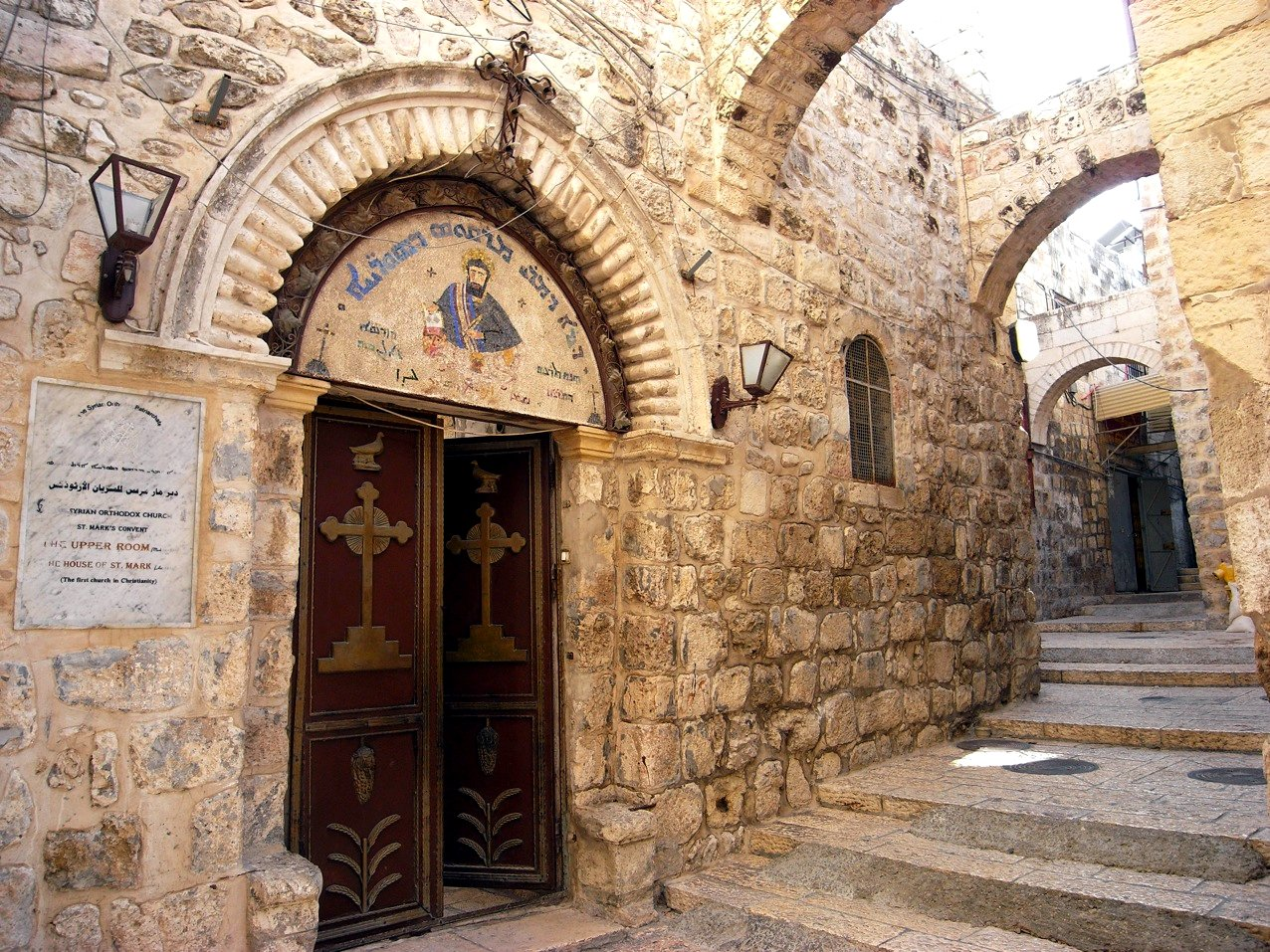
Das Eingangsportal zum Markuskloster

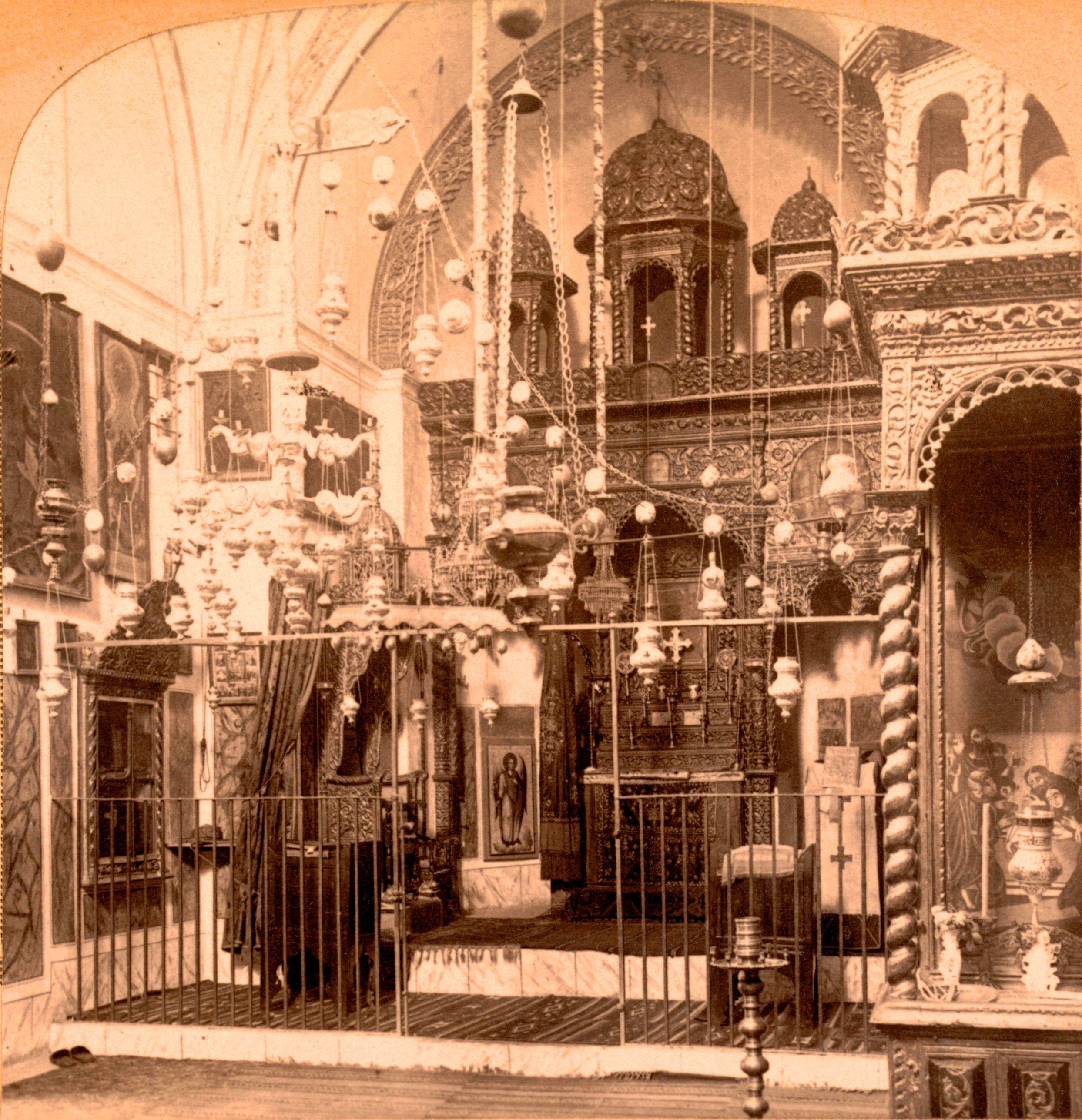
Innenansicht der Kirche, um 1900

Die Markuskirche (Kirche im Markuskloster) ist ein Kirchengebäude im armenischen Viertel der Altstadt von Jerusalem. Sie gilt als eine der ältesten Kirchen der Welt.

## Geschichte
Eine 1940 gefundene Steintafel weist darauf hin, dass an der Stelle des Markusklosters „das Haus Marias, der Mutter von Johannes (Apg 12,12 ), genannt Markus“ stand. Laut syrisch-orthodoxer Tradition fand hier das letzte Abendmahl statt. Das Haus soll der Überlieferung gemäß durch die Apostel zur „Kirche“ ernannt worden sein, ein Indiz für die frühe Verehrung dieser Stelle. Sie wird im vierten Jahrhundert unter anderem im Itinerarium Burdigalense, von Kyrill von Jerusalem, von Epiphanios von Salamis und von Egeria bezeugt. Dieser Tradition zufolge wäre dies die antike Stelle, wohin sich der Apostel Petrus nach seiner Befreiung aus dem Gefängnis des Herodes durch einen Engel (Apg 12,12–17 ) zurückgezogen hat.
Das Kloster wurde im 12. Jahrhundert von den Kreuzrittern erbaut und in späteren Jahren mehrmals umgebaut: 1718 durch den Metropolit Gregorius Schem’un, im Jahr darauf Abdel Ahad Fenah von Mardin, der auch für die Restaurierung der nun in der berühmten Klosterbibliothek ausgestellten alten Handschriften sorgte. Bis zum letzten Umbau im Jahr 1858 wurde noch mindestens fünfmal umgebaut.
Die Markuskirche dient heute als spirituelles und kulturelles Zentrum der syrisch-orthodoxen  Aramäer Jerusalems sowie der Umgebung. Auch dient die Markuskirche als Pilgerort für die aramäische Diaspora Westeuropas und Nordamerikas.

## Bedeutung
Die reich ornamentierte Markuskirche wurde der Sitz des Erzbischofs von Jerusalem, nachdem die syrisch-orthodoxe Kirche ihre anderen Kirchen und Liegenschaften in der Heiligen Stadt verloren hatte. Ignatius III. war der erste namentlich bekannte Bischof, er lebte und wirkte hier um das Jahr 1471.

### Abendmahlssaal
Der Abendmahlssaal syrisch-orthodoxer Tradition in diesem Kloster ist älter als der am Zionsberg, auch die relative Höhe der Lage des Saales zur Zeit Jesu dürfte eher stimmen.

### Ikone
In der Markuskirche gibt es ein mit Silber beschlagenes Taufbecken, darüber hängt eine Marienikone, die laut östlicher Kirchenüberlieferung vom Evangelisten Lukas als authentisches Marienbildnis gemalt worden sein soll.